# Monaster Rawanica

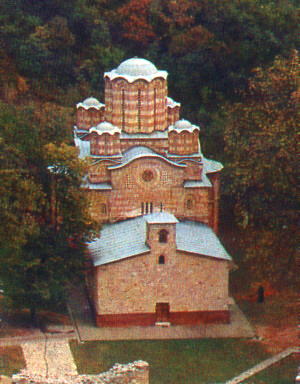

Monaster Rawanica, Манастир Раваница – męski obronny klasztor prawosławny położony w pobliżu miasta Ćuprija, w dolinie rzeki Wielkiej Morawy w Serbii.

## Historia
Fundatorem monasteru był książę Łazarz I Hrebeljanović, późniejszy święty Serbskiego Kościoła Prawosławnego. Ufundowany przez niego kompleks klasztorny powstał w 1377, a książę został w nim pochowany. Już po ośmiu latach, mimo wzniesienia wokół niego potężnych murów obronnych, monaster zniszczony przez najazd turecki, odbudowany i ponownie zrujnowany w 1398, a następnie w 1436.
Dwa stulecia względnie spokojnej egzystencji monasteru przerwał kolejny napad turecki. W marszu na Wiedeń Turcy splądrowali klasztor i zabili większość przebywających w nim zakonników. W 1690 ostatnia pozostała w nim grupa uznała monaster za zbyt niebezpiecznie położony i wyjechała z niego, wywożąc relikwie księcia Hrebeljanovicia. Dopiero w 1717 jeden z nich, mnich imieniem Stefan, wrócił do zrujnowanych zabudowań i z pomocą miejscowych chłopów dokonał remontu klasztoru. Odrodzona wspólnota monastyczna została ponownie napadnięta w czasie pierwszego powstania Serbów przeciw Turkom. W połowie XIX w. konieczna była faktyczna odbudowa klasztoru z zupełnej ruiny.
Po raz ostatni klasztor został splądrowany w czasie II wojny światowej, kiedy naziści wywieźli z niego całe wyposażenie oraz zabili archimandrytę Makarego 24 lutego 1943.

## Architektura
Monaster Rawanica jest pierwszym zabytkiem szkoły morawskiej w serbskiej sztuce i architekturze średniowiecznej. Stanowi jedną, trójdzielną bryłę, której najwyższym punktem jest dziewięciokątna kopuła, otoczona przez cztery mniejsze, ośmioboczne. Cały klasztor ma 62 niewielkie otwory okienne, jest wybudowany z kamienia i cegły. Pierwotnie był bogato dekorowany motywami geometrycznymi, florystycznymi, zoologicznymi i antropomorficznymi wykonanymi z kolorowych cegieł. Całość tej dekoracji nie zachowała się do naszych czasów.
Wnętrze monasteru Rawanica zostało w II połowie XIV w. ozdobione zespołem fresków autorstwa nieznanych artystów – tylko jeden z nich podpisał swoją pracę imieniem Konstantin. Najbardziej znanymi kompozycjami są Wjazd Chrystusa do Jerozolimy, Adoracja Baranka i cykl malowideł przedstawiających święta kościelne.
Powstanie monasteru Rawanica opisuje ludowa epicka pieśń Budowanie Rawanicy.